# Saint-Nectaire (gemeente)
Saint-Nectaire is een gemeente in het Franse departement Puy-de-Dôme (regio Auvergne-Rhône-Alpes). De plaats maakt deel uit van het arrondissement Issoire. Bekend is de Saint-Nectaire AOC kaas. Saint-Nectaire telde op 1 januari 2022 796 inwoners.

## Geografie
De oppervlakte van Saint-Nectaire bedroeg op 1 januari 2022 33,26 vierkante kilometer; de bevolkingsdichtheid was toen 23,9 inwoners per km².

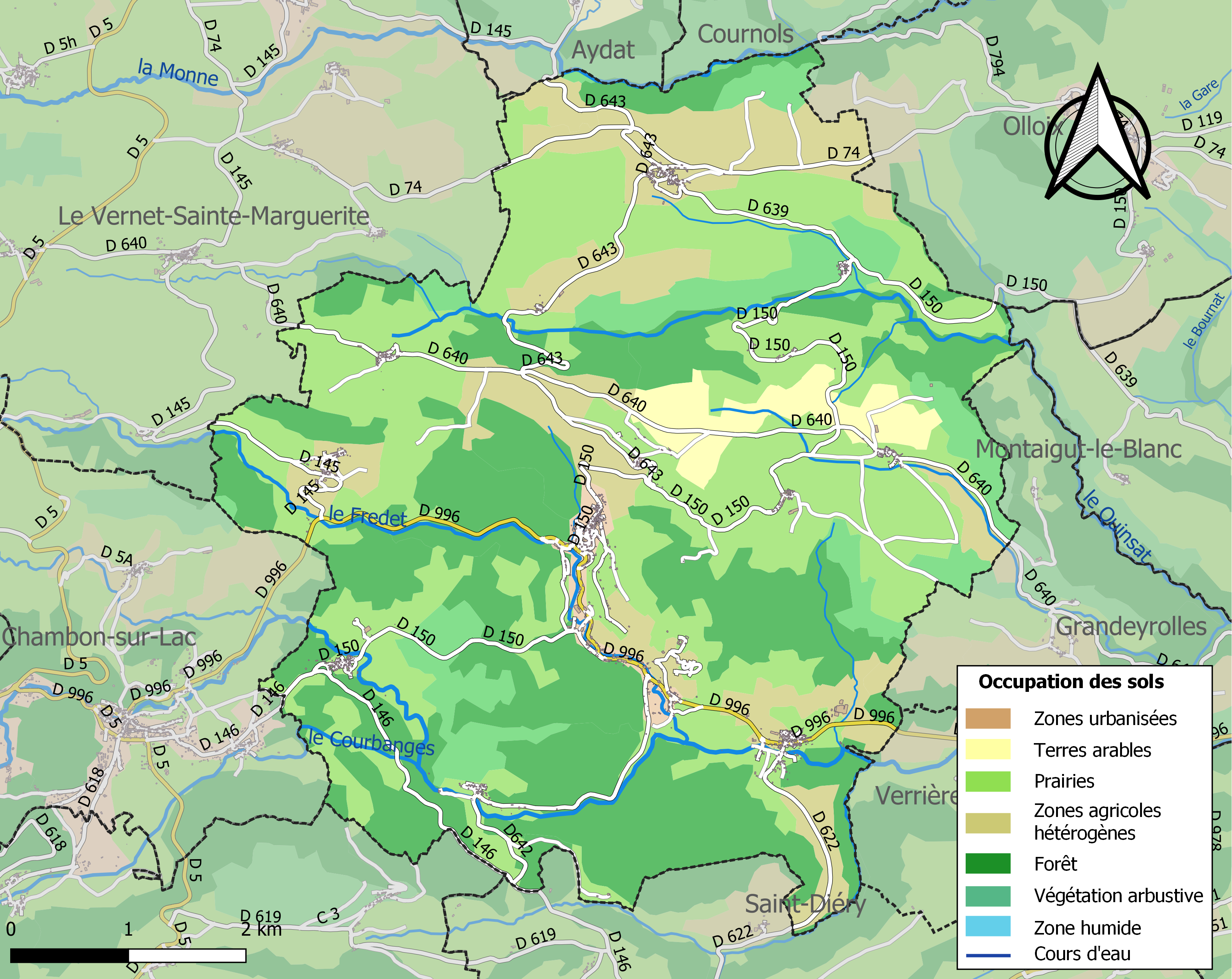
Kaart van de gemeente met belangrijkste infrastructuur, bodemgebruik en omliggende gemeenten

## Demografie
Onderstaande figuur toont het verloop van het inwonertal (bron: INSEE-tellingen).

## Foto's

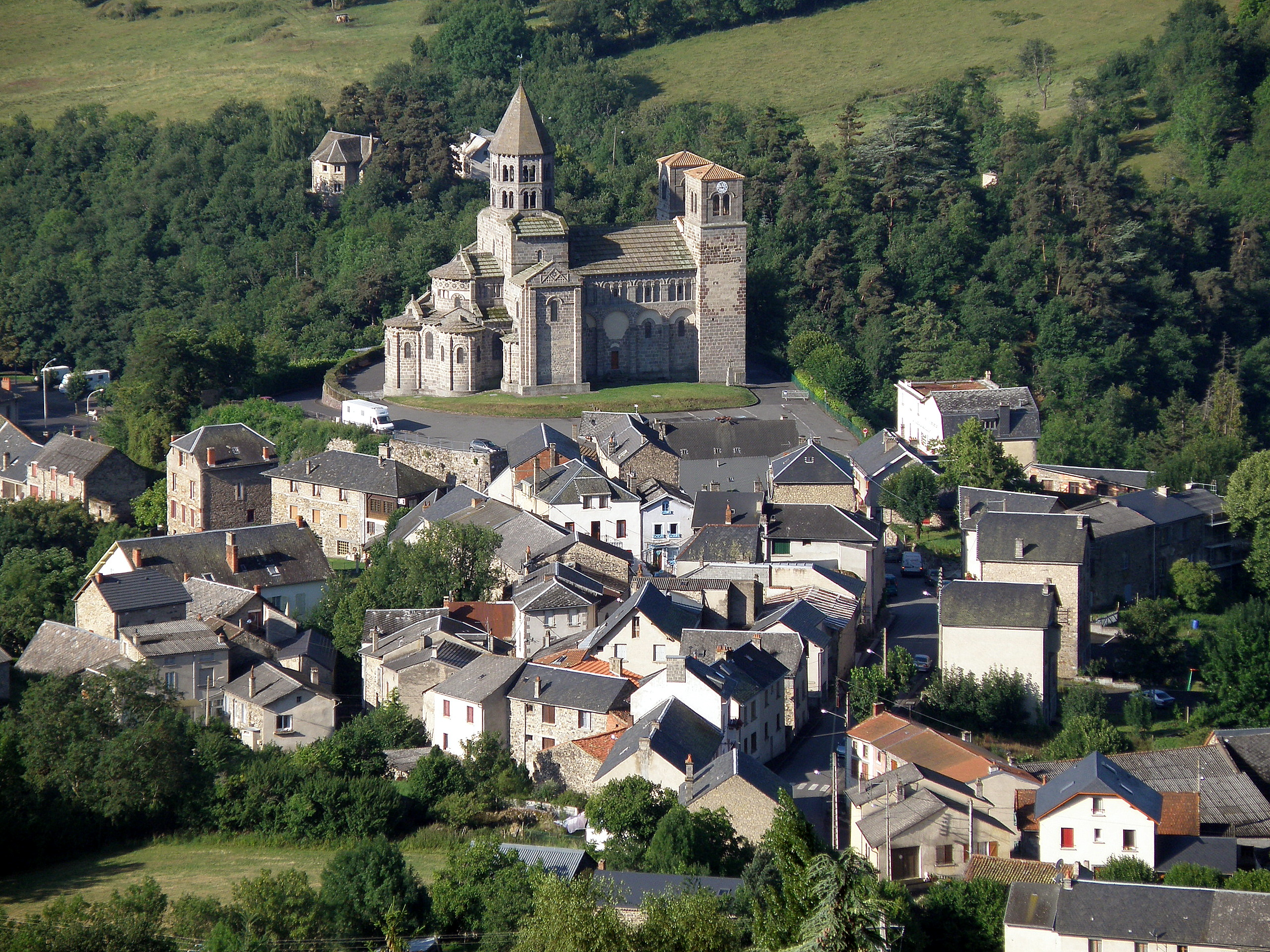
Overzicht
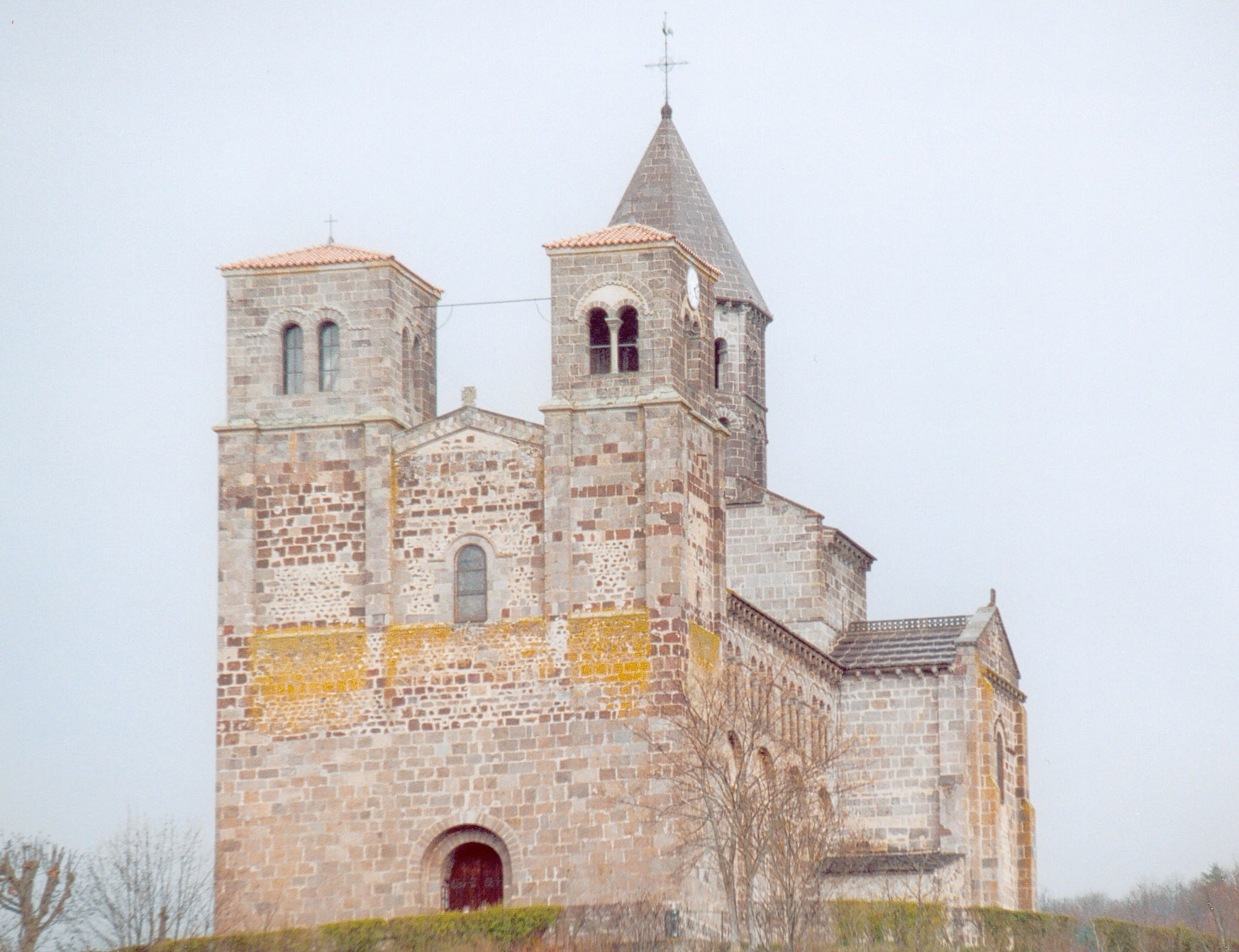
Kerk Notre-Dame-du-Mont-Cornadore
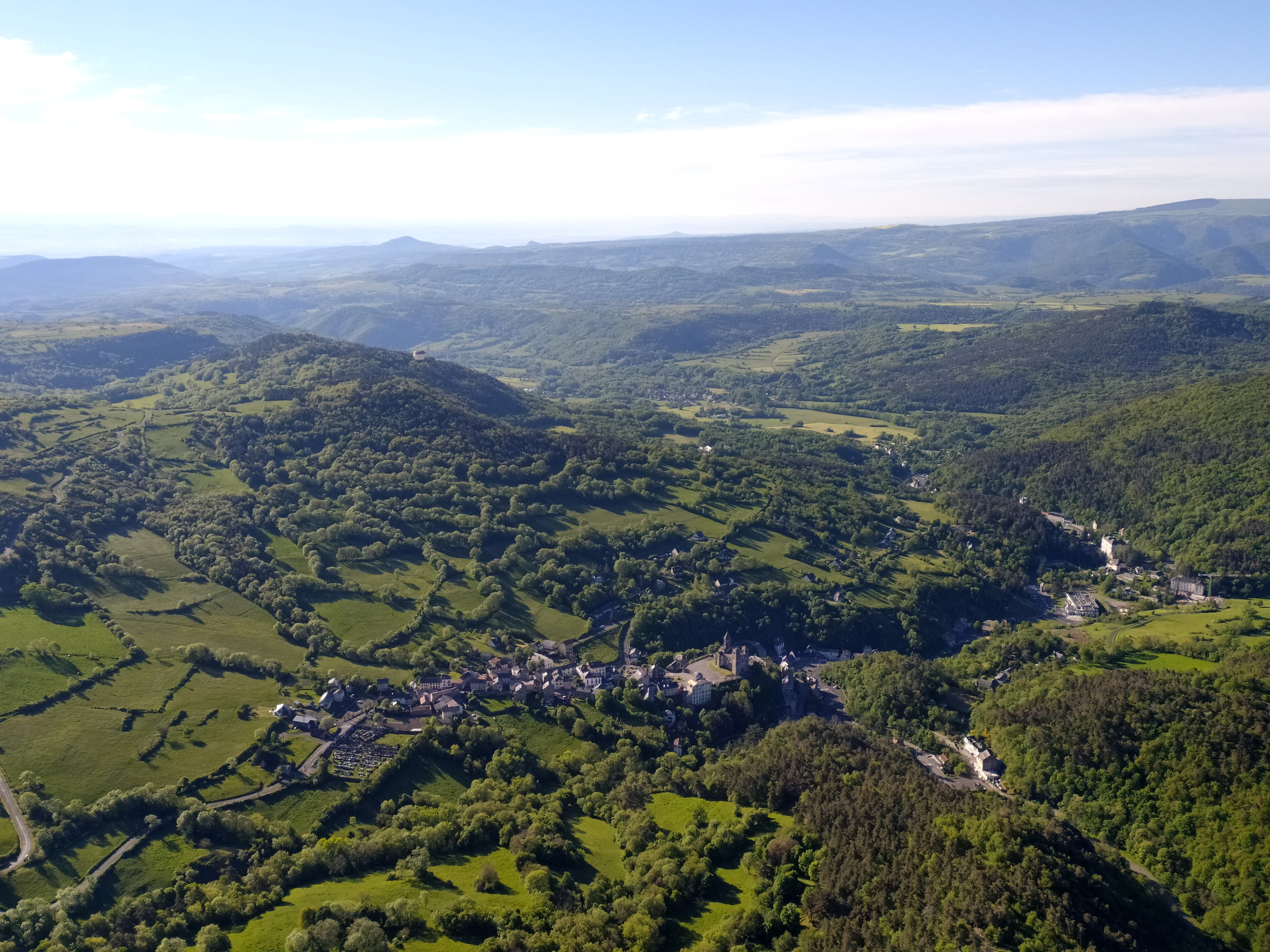
Saint-Nectaire vanuit de lucht